# Даффи, Флора
Дама Фло́ра Да́ффи (англ. Flora Duffy; род. 30 сентября 1987, Пейджет, Британские заморские территории) — триатлонистка, представляющая на соревнованиях Бермудские Острова, олимпийская чемпионка 2020 года (первая в истории Бермуд во всех видах спорта), чемпионка Игр Содружества, двукратная чемпионка мира, двукратная чемпионка мира по кросс-триатлону, пятикратная победительница чемпионатов мира XTERRA. Участница пяти Олимпийских игр (2008—2024). Дама-командор ордена Британской империи.

## Биография
Даффи получила образование в Уорикской академии, Колледже Келли в Тавистоке, который сейчас называется «Маунт Келли» и Университете Колорадо в Боулдере, где она получила степень бакалавра социологии.
Даффи получала правительственные награды за свои достижения, в том числе стала офицером ордена Британской империи в ноябре 2018 года.
В декабре 2017 года Даффи вышла замуж за южноафриканского триатлониста Дэна Хьюго в Стелленбосе, родном городе Хьюго.

## Карьера
На Олимпийских играх 2008 года не финишировала, в 2012 году стала 45-й, а в Рио-де-Жанейро заняла восьмое место.
В апреле 2018 года Даффи завоевала первую золотую медаль Играх Содружества в Голд-Косте. Даффи, победив с преимуществом в 43 секунды, стала первой женщиной от Бермудских островов, выигравших золото. Она также должна была участвовать в соревнованиях по маунтинбайку на Играх Содружества, но снялась до старта.
Флора Даффи запустила фонд «The Flora Fund» через несколько дней после победы на этапе Мировой серии в Бермудах в апреле 2018 года. Спустя год получила травму на том же турнире и не завершила гонку.
Даффи — единственный человек, выигравший три титула чемпиона мира по триатлону в одном году. Это случилось в 2016 году, когда она стала чемпионкой по версиям ITU, XTERRA, а также в кросс-триатлоне. Также ей принадлежит рекорд прохождения самых быстрых этапов плавания, велогонки и бега в одной и той же гонке. Даффи имеет наибольшие призовые за результаты как в олимпийском, так и спринтерском триатлоне на соревнованиях Мировой серии.